# Mogens Irming
Mogens Irming (18. juli 1915 København – 5. oktober 1993) var en dansk arkitekt. 

## Uddannelse
Student 1933, optaget på Kunstakademiet i 1. bygningsklasse. Arbejdede 1938-1939 på tegnestuer i Stockholm, men vendte hjem og tog afgang fra Kunstakademiet i 1941, var en tid ansat hos Stadsarkitekten i København (Holsøe) og kom derfra til Vilhelm Lauritzens tegnestue. Egen virksomhed fra 1948

## Udstillinger
Charlottenborg 1945-1947. 

## Udmærkelser
Emil Bissens Præmie 1947. 

## Hverv
Sekretær i Kunstakademiet Arkitektforenings Retsudvalg fra 1948.

## Bygninger
Eenfamiliehus Tornagervej 3 (1948, præmieret). 

## Projekter
Bebyggelse af Brostrøm Toft i Viborg (3. Præmie 1942, sammen med Tobias Faber), Bellahøjarealets bebyggelse (1. Præmie 1944, sammen med Tage Nielsen), museumsbygning i Silkeborg (3. Præmie 1945, sammen med Tage Nielsen), forslag til nyt Krystalpalads, London (1946, sammen med Tobias Faber og Jørn Utzon, Emil Bissens Præmie 1947). .